# Ludvík I. Pobožný

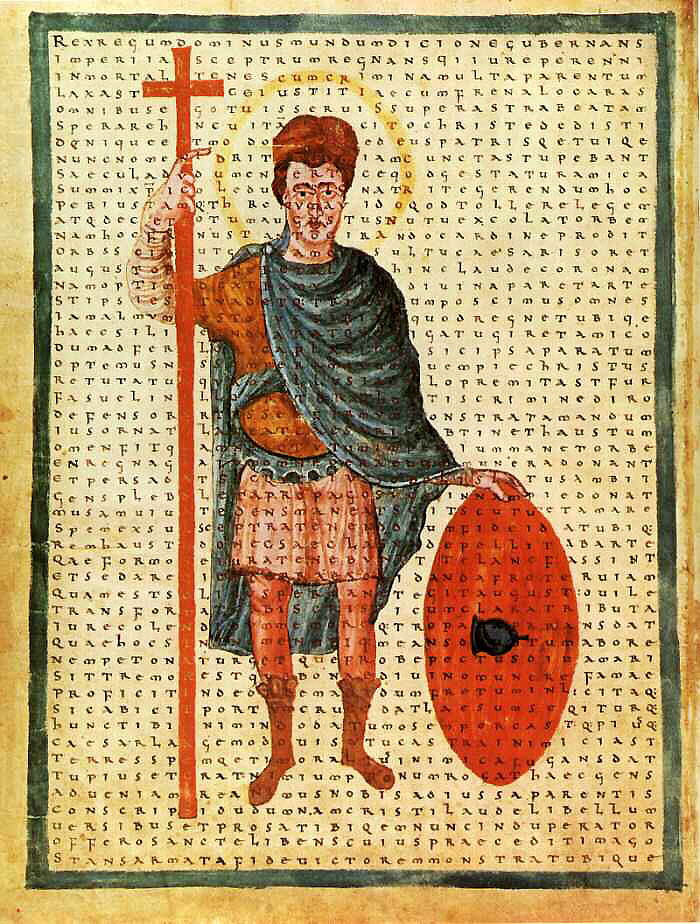
Císař a král Ludvík Pobožný jako miles Christi („Kristův voják“) v rukopise Hrabana Maura z roku 826

Ludvík I. Pobožný či Zbožný (německy: Ludwig der Fromme; francouzsky: Louis le Pieux; 778 Chasseneuil u Poitiers – 20. června 840 Ingelheim) byl římský král a císař, syn Karla Velikého. Během vlády se potýkal s rebelií synovce Bernarda, později válčil s vlastními syny, v letech 833/34 byl dokonce sesazen z trůnu. Za jeho vlády vypukly celkem tři občanské války. Při porovnání s jeho velkým otcem vyznívá Ludvíkovo hodnocení nepříznivě, je ale nutno dodat, že se potýkal se zcela jinými problémy než Karel a že k žádnému výraznějšímu úpadku za jeho vlády nedošlo.

## Život
Narodil se jako třetí syn Karla Velikého a jeho druhé manželky Hildegardy Savojské. Podle dobových zdrojů byl poměrně malého vzrůstu, ale robustní postavy a širokých ramen. Jako jediný ze tří bratří přežil Ludvík svého otce, impérium tedy zůstalo celé v jeho rukou. Franští králové jinak měli ve zvyku říši dělit mezi syny, Ludvík ale žádné přeživší bratry neměl.
Roku 801 dobyl Ludvík z pověření svého otce na muslimech Barcelonu.
Od roku 813 byl spolucísařem a korunován jako král akvitánský ještě za života svého otce. Karel přikázal Ludvíka korunovat bez jakéhokoliv přičinění duchovenstva, aby zdůraznil své chápání vztahu světské a církevní moci: císař je povolán ke své moci od Boha, bez prostřednictví papeže. Po Karlově smrti byl Ludvík opět korunován, tentokrát papežem Štěpánem IV. Papežství tak získalo argument pro nadřazenost nad císařstvím, protiváhou Ludvíkovi byla legitimizace hodnosti i v očích církve. Korunovace se odehrála v Remeši, pozdějším korunovačním městě francouzských králů.
Ze svého titulu vypustil slova král Franků a Langobardů a tituloval se řízením Boží prozřetelnosti vznešený císař. Ludvík byl odmalička pod silným vlivem duchovenstva a osobně byl velmi zbožný, odtud jeho přízvisko. Pro příchylnost k církvi se později dostal do sporů se svým nejstarším synem, spoluvladařem Lotharem I. Ten prosazoval nadřazenost světské moci nad církevní, zatímco Ludvík nechával řízení církevních záležitostí výhradně v rukou papeže a biskupů. Střety Ludvíka a jeho synů nabývaly na krutosti, Lothar nechal dokonce svého otce dvakrát zajmout.
Ludvík a jeho synové se několikrát pokoušeli dohodnout o rozdělení říše, Pipin I. však zemřel ještě před svým otcem. Nakonec nejstarší Lothar získal tzv. Středofranskou říší, mladší Ludvík II. Němec Východofranskou říši, a nejmladší syn Karel II. Holý z druhého manželství zdědil Západofranskou říší.
Za vlády Ludvíka se franská říše začala rychle drobit. Důvodem byly jednak spory s příbuznými, dále spory s největšími leníky císaře a konečně územní, jazykové a kulturní odlišnosti jednotlivých částí říše. Císař se nakonec roku 839 dohodl se svými syny na rozdělení území říše. Svého syna Ludvíka během posledního tažení donutil ustoupit do Rakouska a po návratu do Wormsu vyhlásil mír a dal armádu rozpustit. Duševně zlomený císař nedlouho poté onemocněl a roku 840 skonal. Společnost mu do poslední chvíle dělal nevlastní bratr Drogo, métský biskup. Ve své závěti předal římské korunovační insignie Lotharovi. Ludvíkovy ostatky spočinuly v métském kostele sv. Arnulfa, hrob byl ale roku 1552 zničen.

## Potomci
První manželství uzavřel Ludvík v roce 794 s Ermengardou (Irmingardou), dcerou franského hraběte Ingrama.
- Lothar I. (795–855), římský císař a franský král
- Pipin I. (803–838), akvitánský král
- Rotrud
- Hildegarda (asi 802/804 – po 841)
- Ludvík II. Němec (806–876), východofranský král

Druhou manželkou se v roce 819 stala Judita (795–843), dcera hraběte Welfa.
- Gisela (820–874) ~ asi 836 markrabě Eberhard
- Karel II. Holý (823–877), římský císař a západofranský král
- Adéla (824 – po 866) ∞ vévoda Robert Silný

Další potomci:
- Alpais (Elpheid) (asi 794 – po 852)
- Arnulf (asi 794 – po 841)

## Hrdina chansons de geste
Ludvík I. vystupuje podobně jako jeho otec Karel Veliký v několika epických skladbách starofrancouzské hrdinské epiky, v tzv. chansons de geste, především pak v Cyklu Viléma Oranžského. Často je zde charakterizován jako nerozhodný a ne příliš spravedlivý vladař.